# Ernst Toch

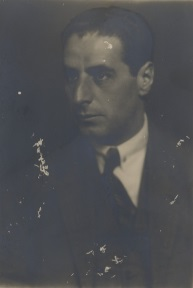
Ernst Toch, vor 1919

Ernst Toch, später auch Ernest Toch geschrieben (* 7. Dezember 1887 in Wien, Österreich-Ungarn; † 1. Oktober 1964 in Santa Monica, Kalifornien, USA), war ein österreichischer Komponist und Professor für Komposition im Übergang vom Stil des Neoklassizismus zur Moderne.

## Leben
Toch wurde als zweites Kind des jüdischen Lederhändlers Moritz Toch und seiner Ehefrau Gisela Toch, geb. Graf, geboren. Er wuchs in Wien auf, lernte Klavier bei der Pianistin und Schriftstellerin Ida Mikolasch sowie andere Instrumente und studierte an den Universitäten von Wien und Heidelberg Philosophie und Medizin (1921 Promotion in Heidelberg über Beiträge zur Stilkunde der Melodie). Seine kompositorische Tätigkeit begann er um 1900 als Autodidakt mit Wolfgang Amadeus Mozart als Vorbild (Streichquartette, 1905 Stammbuchverse für Klavier).
Eines seiner ersten Streichquartette wurde 1908 in Leipzig uraufgeführt, sein sechstes (Opus 12, 1905) im Jahr 1909. Seine Kammersinfonie in F-Dur von 1906 erhielt 1909 den Mozart-Preis der Stadt Frankfurt am Main. Dies war für Ernst Toch der Anlass, die Musik hauptberuflich zu betreiben. 1910 erhielt er den Mendelssohn-Preis für Komposition. Er studierte Klavier und Komposition (Dr. Hoch’s Konservatorium 1909–1913) und wurde 1913 für diese beiden Fachgebiete an die Musikhochschule Mannheim berufen.
Nach fünf großen Preisen (u. a. mehrmals österreichischer Staatspreis) wurde er 1914 für vier Jahre Soldat in der k.u.k.-Armee an der Isonzofront. 
Im Jahr 1916 heiratete er die Bankierstochter Lilly Zwack (* 21. Febr. 1892 in Wien; † 19. Apr. 1972 in Los Angeles (CA)); aus dieser Verbindung entstammt die Tochter Franziska (* 7. Aug. 1928 Heidelberg; † 5. Apr. 1988 Los Angeles (CA)), deren Sohn Lawrence Weschler, geboren 1952, schuf die „Ernst Toch Society“.
Nach dem Ersten Weltkrieg kehrte er nach Mannheim zurück, wo er bis 1928 weiter unterrichtete und einen neuen Stil der Polyphonie entwickelte.
1919 komponierte er sein 9. Streichquartett op. 26. Anschließend widmete er sich zusammen mit Paul Hindemith einer Rundfunk-Tätigkeit. Nach Komposition des Cellokonzerts op. 35 (1925) erhielt er einen Zehnjahresvertrag mit dem Musikverlag Schott und war nun freier Komponist. 1930 schrieb er seine Fuge aus der Geographie für Sprechchor.
Tätigkeiten an anderen Orten und sein Klavierkonzert machten ihn weiter bekannt:
- Für das Kammermusikfest Donaueschingen am 25. Juli 1926: Drei Stücke (Studie I-III) und eine Bearbeitung (Studie IV, Der Jongleur) für Welte-Mignon-Klavier (1926).
- Fünf Capriccetti (1925)
- Klavierkonzert 1926: zahlreiche Aufführungen mit den bedeutendsten Interpreten und Dirigenten (Gieseking, Monteux, Ney, Furtwängler u. a.)
- 1932 erste große USA-Tournee.

Im Jahr 1921 promovierte er an der Universität Heidelberg mit einer Arbeit über die Stilkunde der Melodie.
Toch schrieb auch vier Werke für Blasorchester, eines davon (op. 39) wurde 1926 in Donaueschingen zusammen mit jeweils einer Blasmusikkomposition von Ernst Krenek, Ernst Pepping, Paul Hindemith und Hans Gál uraufgeführt. Die Anregung der Komposition kam von Paul Hindemith, der für dieses Festival selbst auch ein Werk komponierte.
In Berlin, wohin ihm seine Familie 1928 gefolgt war, entstanden 1927–1928 die Musikdramen Die Prinzessin auf der Erbse nach Hans Christian Andersen, für das ihm der Bildhauer Benno Elkan das Libretto schrieb, und Egon und Emilie (Christian Morgenstern). Das Opern-Capriccio Der Fächer folgte 1930.
Nach Adolf Hitlers Machtergreifung ging er ins Exil: 1933 nach Paris und London, wo er Filmmusiken schrieb. 1935 folgte er einer Einladung nach New York (New School for Social Research), wo die Big-Ben-Variationen entstanden. Seinen Lebensunterhalt konnte er aber erst in Kalifornien durch Filmkompositionen für Hollywood sichern.
Als Professor an der University of Southern California hatte er neben Komposition auch Philosophie zu vertreten und hielt Gastvorlesungen an der Harvard University. Die dort vorgetragene Musiktheorie fasste er in der Schrift The Shaping Forces in Music (1948; dt. Die gestaltenden Kräfte der Musik, 2005) zusammen. Ab 1950 komponierte er 7 große Sinfonien, für deren Dritte (op. 75, 1954) er drei Jahre später den Pulitzer-Preis erhielt. In diesen Spätwerken kehrte er wieder zum spätromantischen Stil seiner Anfangszeit zurück.
Einige Jahre nach dem Grammy Award (1960) nannte er sich „the world's most forgotten composer of the 20th century“. Doch diese Gruppe ist wohl größer, als er damals meinte.
Tochs Grabstätte befindet sich in Los Angeles (CA), Westwood Village Memorial Park Cemetery.

## Ehrungen und Auszeichnungen
- 1909: Mozart-Preis (Frankfurt/M.)
- 1910: Mendelssohn-Preis
- 1910–1913: Österreichischer Staatspreis für Komposition (viermal in Folge)
- 1956: Pulitzer-Preis/Musik[4]
- 1956: Huntington-Hartford-Preis
- 1956: Mitglied des American National Institute of Arts and Letters
- 1958: Großes Verdienstkreuz der Bundesrepublik Deutschland
- 1960: Grammy Award
- 1962: Ehrendoktor des Hebrew Union College (Cincinnati)
- 1963: Österreichisches Ehrenkreuz für Wissenschaft und Kunst

## Werke

### Schriften
- Melodielehre. 1914 geschrieben, gedruckt Berlin 1923, Max Hesse (= Max Hesses Handbücher. Bd. 69), 183 Seiten.
- The Shaping Forces in Music. An Inquiry into the Nature of Harmony, Melody, Counterpoint and Form. Criterion Music Corp., New York 1948
  - Die gestaltenden Kräfte der Musik. Eine Einführung in die Wirkungsmechanismen von Harmonik, Melodik, Kontrapunkt und Form. Mit einem biographischen Essay von Lawrence Weschler. Übersetzung von Hermann J. Metzler. Mirliton, Hofheim 2005 (mit ausführlichem Werkverzeichnis und Diskographie), ISBN 978-3-936000-99-3.

### Opern
- 1927: Die Prinzessin auf der Erbse op. 43 – Libretto von Benno Elkan
- 1928: Egon und Emilie op. 46
- 1930: Der Fächer op. 51
- 1962: The Last Tale op. 88 – Libretto von Melchior Lengyel

### Orchesterwerke
- 1906: Kammersymphonie
- 1913: An mein Vaterland op. 23
- 19??: Phantastische Nachtmusik opus 27 (Erstaufführung 1929 in München)
- 1925: Konzert für Violoncello und Kammerorchester op. 35
- 1926: Konzert für Klavier und Orchester op. 38
- 1926: Spiel für Blasorchester op. 39 (Uraufführung in Donaueschingen)
- 1927: Das Kirschblütenfest
- 1928: Bunte Suite für Orchester op. 48
- 1932: Miniatur Ouvertüre
- 1933: Symphonie für Klavier und Orchester op. 61
- 1934: Big Ben, Variationen über das Westminster-Geläut op. 62
- 1944: The Covenant (The Rainbow) für Sprecher und Orchester (= 6. Satz der Genesis Suite)
- 1950: Erste Symphonie op. 72 (1950)
- 1951: Second Symphony op. 73 (1951)
- 1955: Third Symphony op. 75 (1955)
- 1957: Symphony No 4 op. 80 (1957)
- 1963: Jephta, Rhapsodic Poem (Symphony No. 5) op. 89 (1963)
- 1963: Sixth Symphony op. 93 (1963)
- 1964: Seventh Symphony op. 95 (1964)
- 1964: Sinfonietta for Wind Instruments and Percussion opus 97

### Filmmusik
- 1934: Katharina die Große (Catherine the Great)
- 1934: Das Privatleben des Don Juan (The Private Life of Don Juan)
- 1934: Little Friend
- 1935: Peter Ibbetson
- 1936: Der General starb im Morgengrauen (The General Died at Dawn) im Abspann ungenannt
- 1938: The Rebel Son
- 1939: The Cat and the Canary
- 1939: Liebe und Leben des Telefonbauers A. Bell (The Story of Alexander Graham Bell)
- 1940: Dr. Zyklop (Dr. Cyclops)
- 1941: Das Geheimnis der drei Schwestern (Ladies in Retirement)
- 1944: None Shall Escape
- 1944: Address Unknown
- 1945: Der Tod wohnt nebenan (The Unseen)

### Chorwerke
- 1930: Das Wasser, Kantate nach Worten von Alfred Döblin
- 1930: Gesprochene Musik (Fuge aus der Geographie)
- 1937: Cantata of the Bitter Herbs

### Kammermusik
- 1923–1924: „Tanz-Suite“ für 5 Soloinstrumente und Schlagzeug, opus 30
- 1905–1961: 13 Streichquartette
- 1959: Five Pieces for Wind Instruments and Percussion opus 83

### Lieder
- 1945/1953: Zyklus The Inner Circle

### Cellostücke
- Impromptu für Cello solo op.90c

### Klavierstücke
- 1926: Studie I. Originalkomposition für Welte-Mignon
- 1926: Studie II. Originalkomposition für Welte-Mignon
- 1926: Studie III. Originalkomposition für Welte-Mignon
- 1926: Studie IV, Der Jongleur. (Für mechanisches Klavier bearbeitet)

- Melodische Skizzen op. 9
- Burlesken op. 11
- Burlesken op. 31
- Capriccetti op. 36
- Sonata op. 47
- Kleinstadtbilder op. 49
- 10 Konzertetüden op. 55
- 10 Vortrags-Etüden op. 56
- Diversions op. 78a
- Sonatinetta op. 78b;
- Reflections op. 86